# Железнов, Александр Никитович
Александр Никитович Железнов (27 января 1939 — 9 января 2009) — советский и киргизский государственный деятель, министр торговли Киргизии (1983—1992), заслуженный экономист Кыргызстана, почётный гражданин Бишкека.

## Биография
Александр Железнов родился в городе Фрунзе, Киргизская ССР.
Окончив техникум советской торговли в 1959 году начал трудовую деятельность с должности товароведа магазина № 186 во Фрунзе.
Заведовал магазином отдела рабочего снабжения управления Киргизгеология, поочерёдно работал директором хозрасчётных магазинов № 7 и 36 в Ленинском райпищеторге, был руководителем Первомайского райпищеторга министерства торговли Киргизской ССР, инструктором отдела административных и торгово-финансовых органов Фрунзенского городского комитета КП Киргизии, позже был назначен заместителем министра торговли Киргизкой ССР.
С 1983 по 1992 год занимал должность министра торговли Киргизской ССР и независимого Кыргызстана. Параллельно избирался депутатом Верховного Совета Киргизской ССР; был председателем ярмарки по производству товаров народного потребления, по их реализации внутри Киргизской ССР и за её пределами, а также завозу необходимых товаров и сырья для нужд республики.
В 1992—1997 годах был первым председателем новосозданного Фонда материальных государственных резервов при Правительстве Кыргызстана. Железнов руководил и координировал переговоры в рамках программ правительства США по гуманитарной помощи. Он сделал большой вклад в развитие деловых отношений с зарубежными странами в таких областях, как продовольственная безопасность, накопление, обеспечение сохранности, использование товарно-материальных ценностей государственного материального резерва.
В свободное время занимался велоспортом, был чемпионом Кыргызстана, а также лёгкой атлетикой и боксом.
Дочь Ирина стала преподавателем математики. Зять — Эркин Мирсаидович Миррахимов, доктор медицинских наук, профессор, работает в Киргизской государственной медицинской академии.
Умер Александр Железнов 9 января 2009 года в Бишкеке, панихида состоялась 11 января в Доме торговли.